# Rückhandschuss
Der Rückhandschuss (englisch backhand shot oder backhander) bezeichnet eine Schusstechnik im Eishockey. Dabei wird der Puck mit der Rückseite der Kelle (Schlägerblatt) gespielt. Der Rückhandschuss ist nicht so präzise wie der Handgelenkschuss, kann aber für Verwirrung beim Torhüter sorgen, falls dieser die Schussabgabe nicht rechtzeitig bemerkt. Es fällt ihm dann schwer, den Puck zu stoppen und ein Tor zu verhindern. Beim Rückhandschuss ist Zeit der entscheidende Faktor: Während einer rasanten Etappe bleibt oftmals nicht genügend Spielraum, um schnell die Führung des Schlägers zu wechseln. Damit eine mögliche Torchance nicht einfach vergeben wird, eignet sich in diesem Fall ein zielgerichteter Schuss mit der Rückhand. Beherrscht ein Spieler einen starken und treffsicheren Schuss mit der Rückhand, eröffnet ihm das vielfältige Tormöglichkeiten. Insgesamt gesehen wird beim Rückhandschuss Täuschung angewendet, während bei Vorhandschüssen Geschwindigkeit und Muskelkraft der Spieler überwiegen. Die Flugbahn des Pucks ist schwer vorauszusagen, ist aber gewöhnlich auf die höheren Teile des Tores ausgerichtet.
Die Ausführung eines Rückhandschusses unterteilt sich in folgende Phasen:
1. Der Griff ist etwas breiter, dabei steuert das untere Handgelenk die Puckführung. Die Scheibe befindet sich an der Schaufelmitte oder etwas näher zum Schaft und hat immer Kontakt zur Schaufel. Diese wird im rechten Winkel auf das Ziel ausgerichtet, dabei liegt das Gewicht des Spielers zunächst auf dem hinteren Bein.
2. Um abzuschießen stößt die untere Hand aus dem Handgelenk den Schläger, während die obere Hand, ebenfalls aus dem Handgelenk, zieht. Gleichzeitig wird das Gewicht auf das vordere Bein übertragen. Für einen hohen Schuss wird der Schläger weiter nach oben geführt. Nach Beendigung des Schusses zeigt die Schaufel in Richtung Ziel.